# تپه قلعه رغ
تپه قلعه رغ مربوط به هزاره اول قبل از میلاد - دوران‌های تاریخی پس از اسلام است و در شهرستان نمین، بخش عنبران، روستای عنبران علیا واقع شده و این اثر در تاریخ ۱۴ مرداد ۱۳۸۲ با شمارهٔ ثبت ۹۴۵۰ به‌عنوان یکی از آثار ملی ایران به ثبت رسیده است.